# Дивні дні
«Дивні дні» (англ. Strange Days) — американський гостросюжетний науково-фантастичний фільм, який зняла 1995 року режисерка Кетрін Бігелоу.
1999 рік. Надзвичайно популярним є новий винахід, розроблений ФБР з метою стеження, що потрапив на «чорний» ринок. Одягнувши на голову невелике пристосування з датчиками, можна записати відчуття і «пережити» їх через програвач. Ленні Неро, що торгує мінідисками з записаними на них людськими відчуттями, веде своє власне розслідування вбивства знайомої дівчини, чия смерть теж була записана на подібному пристрої.

## Сюжет
Наприкінці 1999 року китайський ресторан у Лос-Анджелесі грабує група злочинців. Один із них записав подію за допомогою SQUID — незаконного електронного пристрою, який записує спогади та фізичні відчуття власника на пристрій, схожий на мінідиск. Пізніше Ленні Неро, колишній офіцер поліції Лос-Анджелеса, який став торговцем записами SQUID на чорному ринку, купує запис пограбування у свого головного постачальника Тіка. В іншому місці повію Айріс переслідують офіцери поліції Лос-Анджелеса Бертон Стеклер та Двейн Енгельман. Не зумівши спіймати її, Енгельман знімає перуку, під якою виявляється гарнітура SQUID.
Ленні сумує за своєю колишньою дівчиною Фейт. Його підтримують друзі, детектив Макс Пельтьє, та водійка Лорнетт «Мейс» Мейсон. Мейс закохана у Ленні не схвалює бізнес Ленні. Поки Ленні та Макс п'ють у барі, Айріс кидає диск SQUID до авто Ленні. Мейс з Ленні вирушає до клубу, де зустрічає Фейт і намагається втрутитися в її стосунки з новим хлопцем, Філо Гантом. Таком Ленні отримує там диск від посередника.
Перебуваючи в авто з Мейс, Ленні програє отриманий диск, і бачить у записі як Айріс жорстоко ґвалтує та вбиває нападник у готелі «Sunset Regent». Потім він бачить як мертву Айріс виносять з готелю. Наступного дня збентежені записом Ленні та Мейс відносять диск Тіку, щоб визначити джерело запису. Той не може цього зробити, але згадує, що Айріс шукала Ленні. Мейс і Ленні знаходять підкинутий Айріс диск. Стеклер та Енгельман вимагають диск, погрожуючи пістолетом. Але Ленні та Мейс тікають на її куленепробивній машині, перш опиняються в тупику на пристані. Стеклер обливає їхнє авто бензином і підпалює. Та Мейс заганяє авто в воду, гасячи полум'я. Коли вони випливають, поліцейські вже пішли, вважаючи їх потонулими.
Мейс і Ленні переглядають запис і бачать, що Айріс була з репером Джеріко Ван, коли Стеклер та Енгельман вбили його за антиполіцейські пісні та громадський активізм. Вони вдвох повертаються до Тіка, але Макс пояснює, що Тік зазнав пошкоджень мозку через зловживання SQUID. Ленні боїться, що це вбивця Айріс замів сліди, «вбивши» Тіка, і шукатиме Фейт. Повернувшись до нічного клубу, Ленні та Мейс зустрічають Фейт, яка розповідає, що Філо заляканий останніми подіями. Ленні та Мейс розходяться в думках щодо того, чи обміняти диск Філо на свободу Фейт, чи публічно розповісти про нього, спровокувавши заворушення в місті. З наближенням півночі Ленні та Мейс пробираються на приватну вечірку, яку Філо влаштовує в готелі «Westin Bonaventure» для багатої еліти міста. Ленні каже Мейс віддати диск заступнику комісара поліції Палмеру Стрікленду.
У пентхаусі Філо Ленні знаходить Філо мертвим та ще один диск, який розкриває роман Фейт з Максом. Виявляється, це Макс убив Філо, давши йому посилений запис про зґвалтування. Націливши пістолет на Ленні, Макс пояснює, що Філо найняв його вбити Айріс, і підставити Ленні. Ленні та Макс б'ються, Фейт втручається та зриває з Макса перуку зі SQUID усередині. Макс завдає удару Ленні в спину ножем і готується скинути з балкона. Але в результаті подальшої сутички Макс повисає на галстуку Ленні, той витягує ніж, щоб розрізати краватку, і Макс падає, розбившись на смерть.
На охоплених протестами вулицях Мейс протистоїть Стеклеру та Енгельману. Натовп рухається на підтримку Мейс, Стрікленд наказує звільнити її та заарештувати Стеклера та Енгельмана за вбивство. Енгельман застрелюється, а Стеклер погрожує Мейс пістолетом і тоді поліціянти розстрілюють його. Ленні знаходить Мейс, і вони обіймаються, а потім вона сідає в авто Стрікленда. Ленні витягує її з авто, і вони цілуються серед святкування нового тисячоліття.

## У ролях
- Рейф Файнз — Ленні Неро
- Анджела Бассетт — Лорнетт Мейсон
- Джульєтт Льюїс — Фейт Джастін
- Том Сайзмор — Макс Пельтье
- Майкл Вінкотт — Файло Гент
- Вінсент Д'Онофріо — Бертон Стеклер
- Гленн Пламмер — Jeriko One
- Бріджитт Бако — Айріс
- Річард Едсон — Тік
- Вільям Фіхтнер — Двейн Енгелман

## Саундтрек
1. Skunk Anansie — «Selling Jesus»
2. Lords of Acid — «The Real Thing»
3. Tricky — «Overcome»
4. Deep Forest — «Coral Lounge»
5. Strange Fruit — «No White Clouds»
6. Juliette Lewis — «Hardly Wait»
7. Me Phi Me/Jeriko One — «Here We Come»
8. Skunk Anansie — «Feed»
9. Prong/Ray Manzarek — «Strange Days»
10. Satchel — «Walk In Freedom»
11. Kate Gibson — «Dance Me to the End of Love»
12. Lori Carson/Graeme Revell — «Fall in the Light»
13. Deep Forest feat. Peter Gabriel — «While the Earth Sleeps»

## Сприйняття
На Rotten Tomatoes фільм має рейтинг схвалення 69 % із середньою оцінкою 6,6/10. Консенсусна думка вебсайту: «„Дивні дні“ намагаються максимально використати свою футуристичну передумову, але те, що залишилося, залишається добре зрежисованим, досить приємною науково-фантастичною вигадкою». На Metacritic він має середньозважений бал 66 зі 100, що свідчить про «загалом схвальні відгуки».
Роджер Еберт відгукнувся, що «Дивні дні» показують переконливий образ недалекого майбутнього, а головний герой, який вийшов з традицій нуару, складний і неідеалізований. Водночас критик назвав неправдоподібним фінал, у якому анархію «можна вимкнути, як воду з-під крана».
Едвард Гутманн на сайті SF Gate писав: «Дивні дні» хочуть сказати про важливість збереження людяності в темному світі. Це гідний намір, але Бігелоу настільки захоплена високотехнологічними гострими відчуттями та настільки загіпнотизована насильством, яке вона намагається засудити, що її спроби моралізувати в останньому моменті здаються млявими та половинчастими.

## Нагороди
- Найкращий режисер (Кетрін Бігелоу) — Сатурн (премія) (1996)
- Найкраща актриса (Анджела Бассетт) — Сатурн (премія) (1996)

### Номінації
- Найкращий науково-фантастичний фільм — Сатурн (премія) (1996)
- Найкращий актор (Рейф Файнз) — Сатурн (премія) (1996)
- Найкращий сценарій (Джеймс Кемерон, Джей Кокс) — Сатурн (премія) (1996)
- Найкращий фільм — Chicago Film Critics (премія) (1996)

## Цікаві факти
- При показі на американському каналі Sci-Fi 15 листопада 1998 року фільм був урізаний на 29 хвилин.
- При показі у Великій Британії багато сцен насильства та сексу були вирізані, а на лазерному диску, навпаки, додано дві еротичні сцени.
- Довжина змонтованої плівки цієї картини — 4067 метрів.
- Джульєтт Льюїс, яка виконувала роль Фейт, співачки в стилі панк-рок і колишньої подруги Ленні, всі свої вокальні номери написала сама і виконувала особисто.
- Машина головного героя Ленні Неро — Mercedes-Benz S 500 запущена в масове виробництво лише в 1997 році. А для картини фірма-виробник надала один із перших дослідних зразків.
- Джеріко Ван у сцені його вбивства їхав на іноземному «джипі» — новенькому радянському УАЗику жовтого кольору.
- Прізвище героя, що заробляє торгівлею спогадами, записаними на оптичні диски — Неро. Компанія «Nero», найзнаменитішим продуктом якої став пакет програм запису оптичних дисків, заснована в тому ж році, в якому відбулася прем'єра фільму.
- Один із героїв фільму в політичній промові уподібнює пропозиції соціальних програм пересуванню шезлонгів по палубі «Титаніка». Показово, що Джеймс Кемерон ще не закінчив знімання свого фільму «Титанік» на момент прем'єри «Дивних днів» та є одним зі сценаристів.